# Amaran
Amaran var ett svenskt hårdrocksband som var aktivt mellan 2000 och 2005.

## Historia
Amaran bildades våren 2000 i Stockholm genom att gitarristerna Kari Kainulainen och Ronnie Backlund började skriva musik tillsammans. De bestämde sig således för att starta ett band. De fick med sig Mikael Andersson (bas), Robin Bergh (slagverk) och Johanna DePierre. Alla medlemmarna hade olika musikalisk bakgrund.

### Skivkontrakt och debutalbum
Innan Robin Bergh gick med i bandet spelade de in en demo (Promo 2001) som de skickade till olika tidningar och skivbolag. Demon fick god kritik i många väletablerade tidningar och gav dem ett skivkontrakt med franska Listenable Records. Amaran började spela in sin debutskiva A World Depraved i februari 2002 i Aabenraa Studio i Danmark tillsammans med Jacob Hansen. Albumet släpptes i Europa och kritikerrosades. Albumet blev ofta beskrivet som originellt i och med kombinationen av tunga gitarrer, intensiva trummor och klar kvinnosång.

### Pristin in Bondage och europaturnén
Bandet var efter debutalbumet riktigt sugna på att skriva nya låtar och hade utvecklats en hel del i just denna process. Eftersom bandet var ungt när de fick skivkontraktet gick de igenom en hel del, både på personlig och professionell nivå, som gjorde dem tightare som band. De fick ihop 14 låtar som de ville spela in och kom överens med bolaget att börja spela in i april 2003. Det nya materialet var tyngre än det gamla och inriktat på att skapa mer dynamik mellan musiken och sången. Albumet spelades in i Studio Underground i Stockholm tillsammans med Pelle Saether och kom att kallas Pristine in Bondage. Strax efter att inspelningen var klar bestämde sig Mikael Andersson för att sluta i bandet av personliga skäl. Han ersattes snabbt av Ronnie Bergerståhl, en erfaren basspelare och trummis som var vän med bandet och hade hoppat in för Mikael Andersson förr.
Albumet Pristin in Bondage släpptes i Japan den 17 december 2003 och den 20 januari 2004 i USA och Europa. Japanutgåvan innehöll förutom de tio låtar som fanns med på Europautgåvan även tre bonuslåtar, varav en av dem återfanns på slipcaseutgåvan för övriga världen. Skivan fick ett varmt mottagande av både kritiker och fans. Bandet spelade även in en musikvideo till låten "Inflict". Succén innebar en turné som gick genom flera europeiska länder och de spelade med bland andra After Forever och Entombed. Turnén pågick hela våren och delar av sommaren.

### Medlemsbyten och slutet för Amaran
Den 23 november gick bandet ut med att Kari Kainulainen hade hoppat av för att engagera sig mer i sitt nya band Sibliance. Han sade bland annat att han inte var nöjd med skivbolagets agerande och att stämningen i bandet inte var på topp. Kort därefter hoppade även Ronnie Bergerståhl av. De kvarvarande medlemmarna fortsatte att skriva låtar samtidigt som de letade efter en ny gitarrist. Först i april 2005 har bandet fått tag på en ersättare i Gunnar Hammar men saknade fortfarande en basist. I maj hade de även fått tag på Niklas Sandin från bandet Siebenbürgen. I juli bestämde sig Johanna DePierre för att lämna bandet, och i december samma år togs beslutet att bandet skulle sluta spela eftersom de byggt sitt sound kring hennes röst.

## Medlemmar
Senaste medlemmar
- Ronnie Backlund – gitarr (2000–2005)
- Robin Bergh – trummor (2001–2003, 2004–2005)
- Niklas "Nille" Sandin – basgitarr (2005)
- Gunnar Hammar – gitarr (2005)

Tidigare medlemmar
- Mikael Andersson – basgitarr (2000–2003)
- Kari Kainulainen – gitarr (2000–2004)
- Johanna DePierre – sång (2000–2005)
- Ronnie Bergerstål – basgitarr (2003–2004)
- Pär Hjulström	– trummor (2004)

Turnerande medlemmar
- Ronnie Bergerstål – basgitarr (2002)
- Pär Hjulström	– trummor (2004)
- Esa Orjatsalo	– gitarr (2004)

## Diskografi
Demo
- Promo Demo 2001 (2001)

Studioalbum
- A World Depraved	(2002)
- Pristine in Bondage (2004)